# Aquila audax
L'aquila codacuneata (Aquila audax (Latham, 1801)) è un uccello rapace della famiglia degli Accipitridi diffuso in Australia e nelle regioni meridionali della Nuova Guinea.

## Descrizione

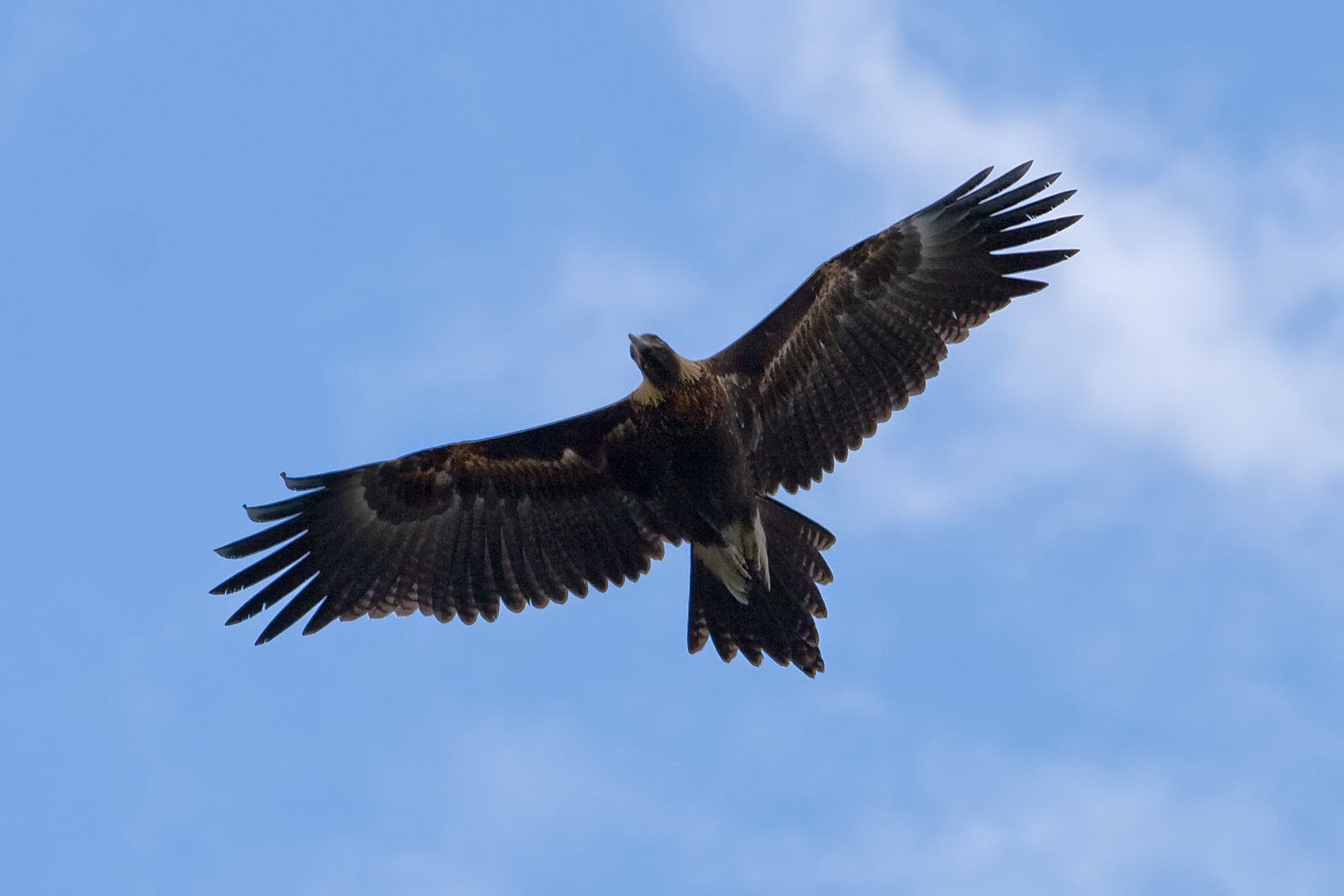
In volo, appare evidente la forma a cuneo della coda.

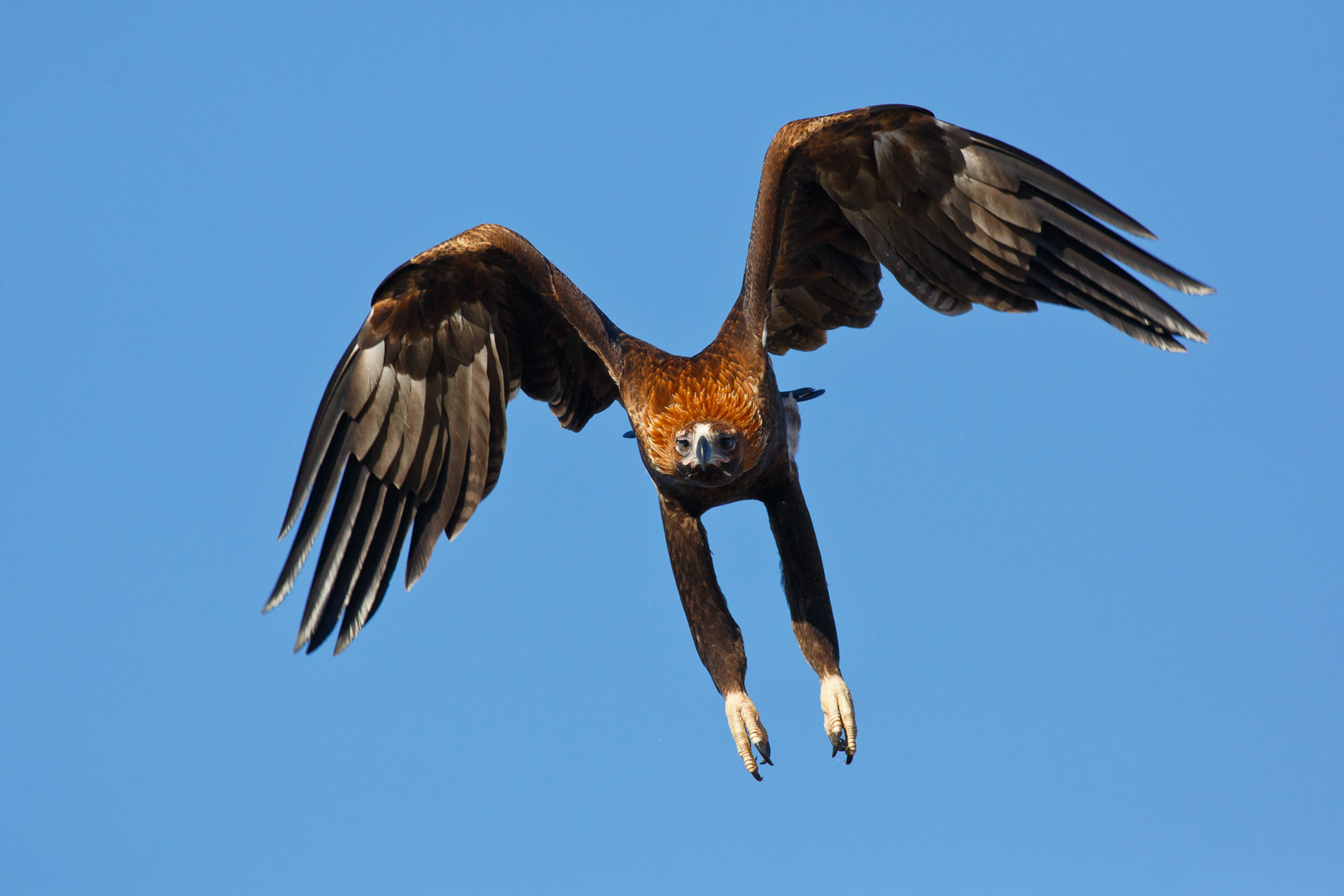
Le lunghe zampe di questa femmina adulta che si alza in volo sono ben evidenti.

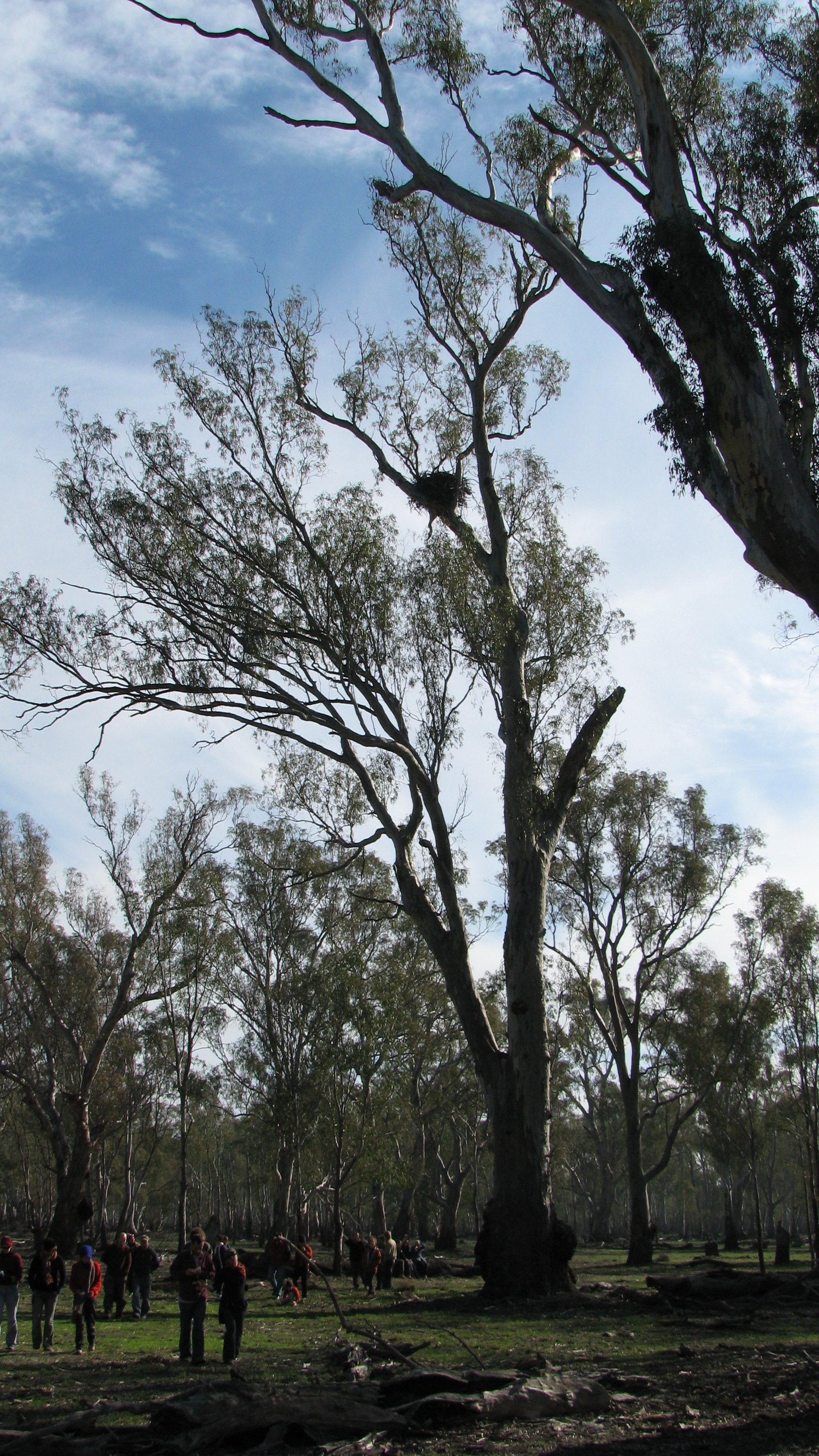
Un nido nella foresta di Barmah-Millewa.

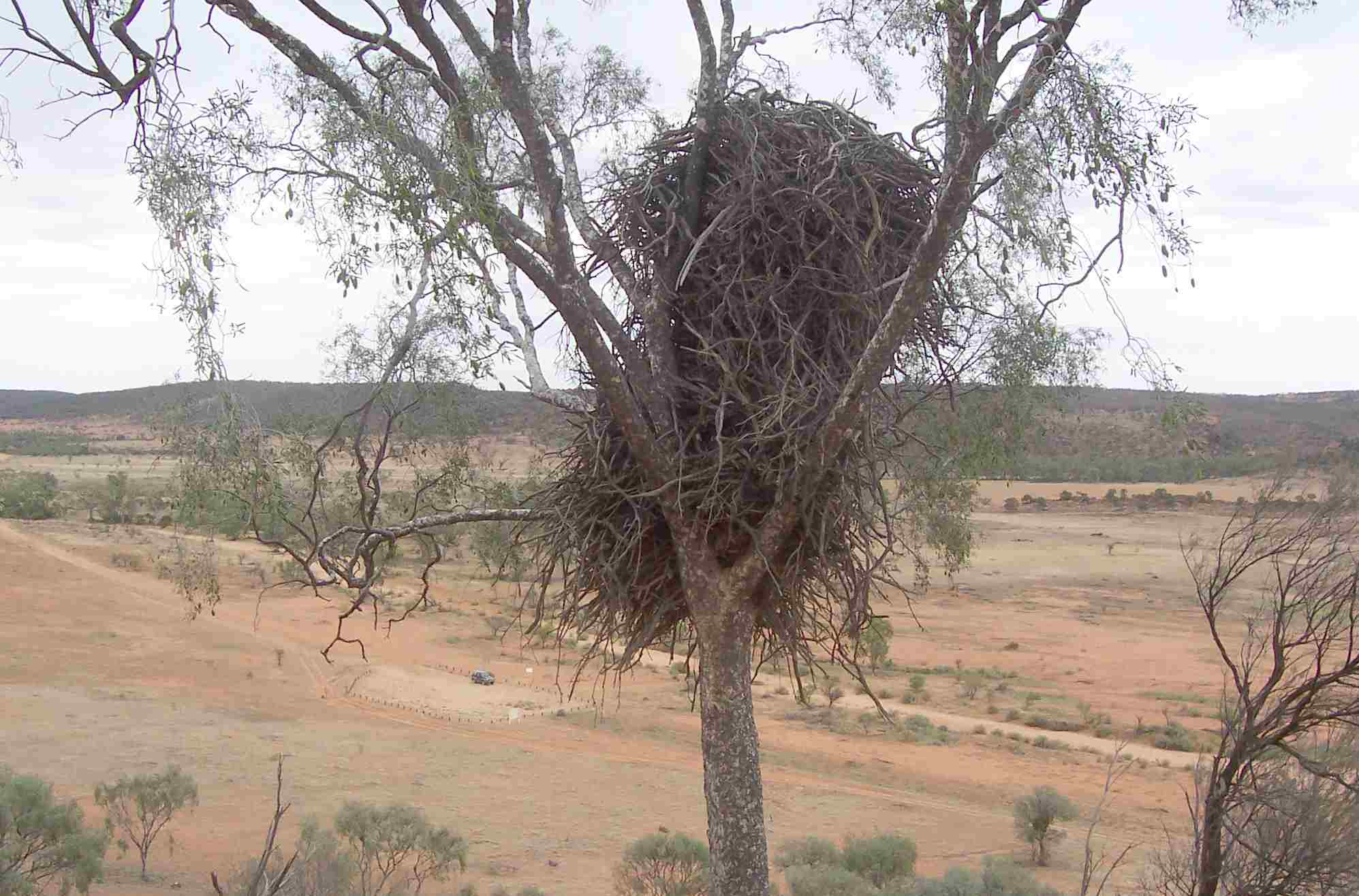
Nido su una Flindersia maculosa nel parco nazionale Mutawintji.

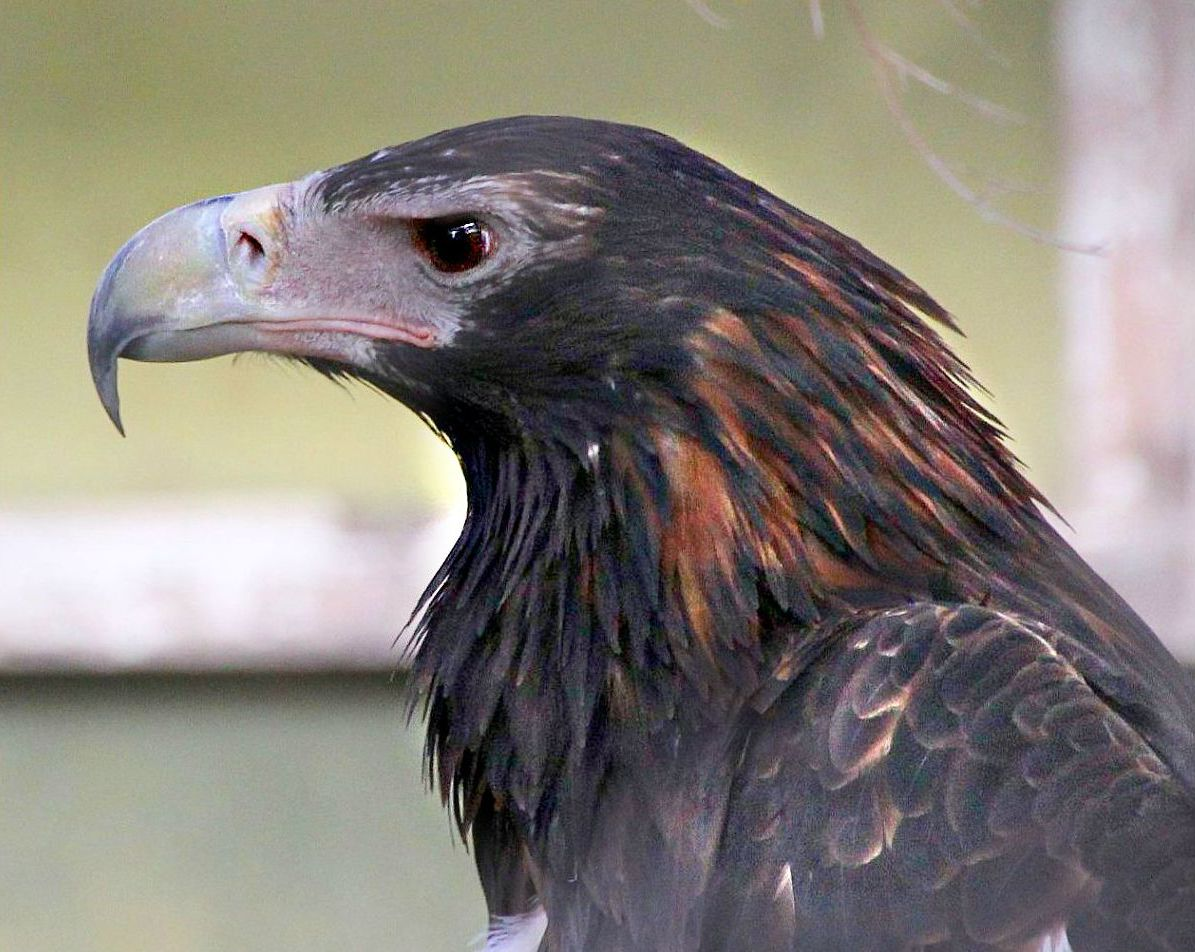
Un esemplare in uno zoo del Nuovo Galles del Sud.

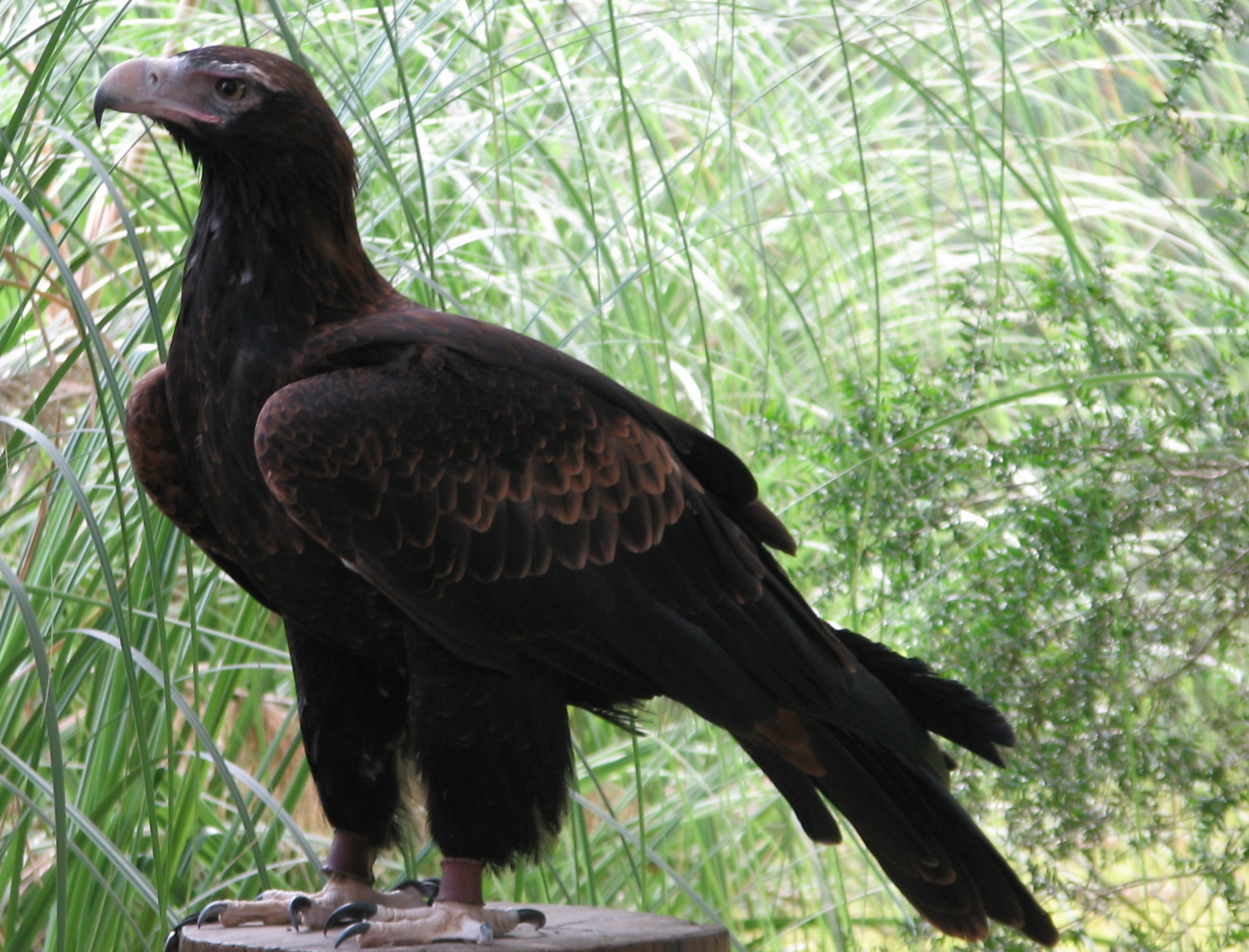
Esemplare di aquila codacuneata.

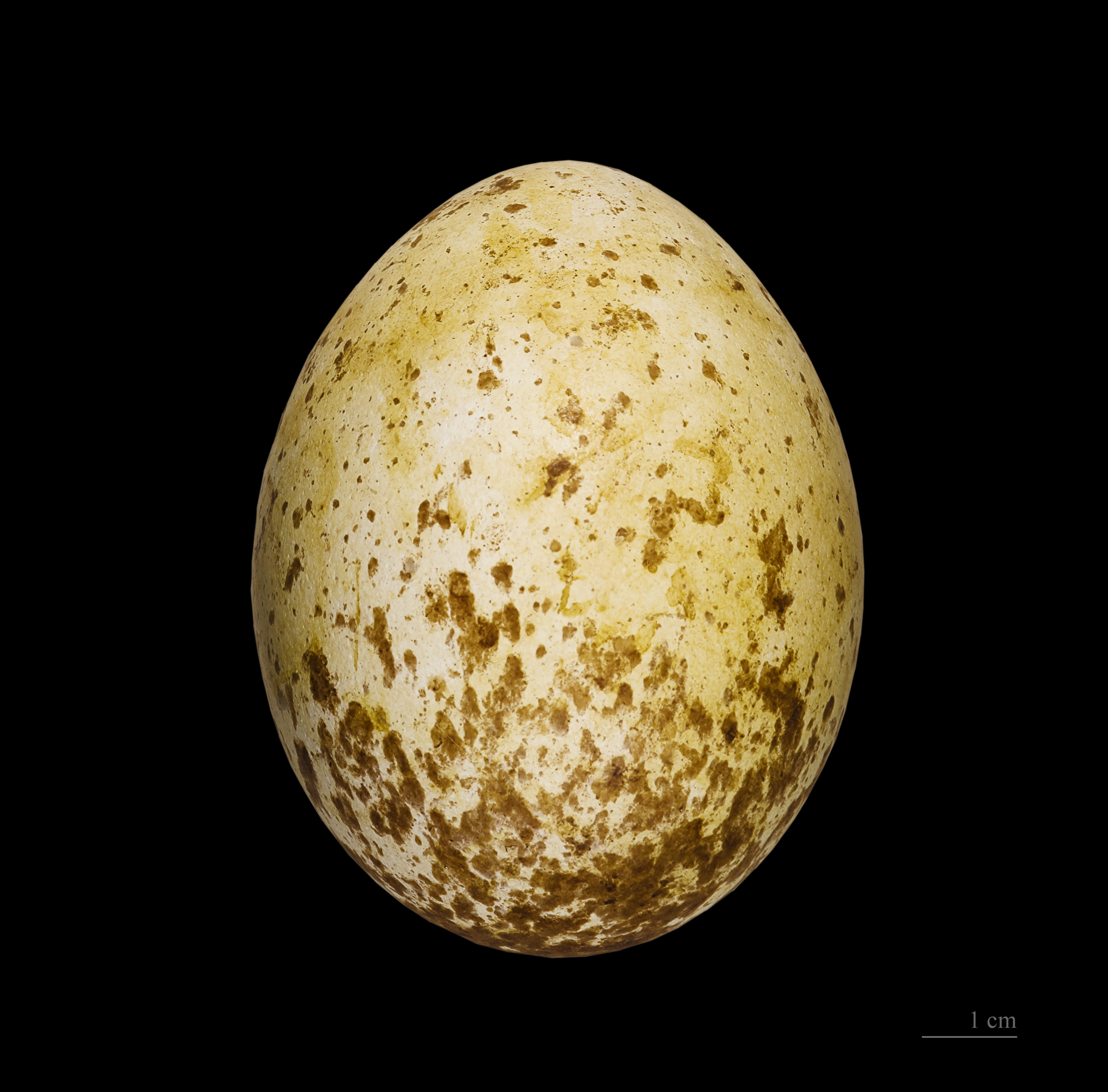
Uovo al Museo di storia naturale di Tolosa.

### Dimensioni
Misura 81–104 cm di lunghezza, per un peso di 2025-4030 g nei maschi e di 3050-5300 g nelle femmine più grandi; l'apertura alare è di 182–232 cm.

### Aspetto
Questo rapace di dimensioni molto grandi, dal piumaggio scuro e dalla testa prominente, possiede anche lunghe ali strette e una coda dalla punta a forma di diamante. A prima vista gli adulti appaiono quasi uniformemente neri, ma, osservandoli con un po' più di attenzione, è possibile vedere che il piumaggio è ricoperto da riflessi lucenti. Le piume della testa e del collo sono rosso-fulve e quelle della zona anale variano dal marrone chiaro al rosso. Una stretta fascia ricoperta di macchioline grigio-marroni attraversa le grandi copritrici. Nei giovani le piume sono di colore marrone scuro con i margini rossi. La testa e il petto presentano delle striature chiare. La nuca varia dal marrone-rosso al dorato; la fascia delle copritrici alari è più larga che negli adulti e spesso sconfina anche sulle copritrici medie e piccole. Gli adulti hanno gli occhi di colore marrone chiaro e la cera e le zampe bianco-crema. I giovani hanno l'iride più scura e le zampe giallastre.

### Voce
Al di fuori della stagione riproduttiva, le aquile codacuneata sono generalmente silenziose. Anche durante il periodo nuziale, tuttavia, è possibile udirle solamente nei pressi del nido o durante le parate aeree. I richiami più frequenti, bassi e acuti, sono seguiti da dei see-tyu brevi, discendenti e a malapena udibili. È possibile udire anche altri tipi di fischi vari, gemiti e stridii, spesso emessi in lunghe serie continue, ma sorprendentemente basse. Le femmine si distinguono dai maschi per le loro vocalizzazioni più aspre e ancora più discrete, se ciò è possibile.

## Biologia
Gli adulti vivono generalmente da soli o in coppia, ma gli immaturi sono più gregari: talvolta dieci o quindici esemplari possono essere visti volare insieme e attorno a una carcassa è possibile trovarne anche fino a quaranta. Le parate aeree comprendono voli circolari ad alta quota, effettuati da soli o in coppia. Questi voli sono a volte interrotti da acrobazie, da presentazioni degli artigli e da picchiate in caduta libera con le ali semichiuse, immediatamente seguite da risalite. È possibile assistere anche a danze ondulate nel cielo, ma questi uccelli fanno più raramente la ruota tenendosi per gli artigli. Le aquile codacuneata sono particolarmente attaccate al loro territorio, e fanno sfoggio di grande aggressività se un deltaplano o un piccolo aereo vanno ad attraversarlo.
Le aquile codacuneata utilizzano tecniche di caccia molto varie. Numerose prede vengono catturate a terra, di solito afferrate dal rapace che piomba loro addosso dopo un volo planato a bassissima altezza dal suolo. A volte, tuttavia, le vittime vengono strappate dal fogliame degli alberi. Succede anche che gli opossum vengano braccati fin nelle cavità in cui risiedono. I giovani nidiacei vengono «prelevati» direttamente dai nidi. Se ne hanno l'occasione, le aquile codacuneata praticano il cleptoparassitismo su altre specie di predatori. Sono in grado di trasportare prede che pesano a volte cinque chili. Le prede di grosse dimensioni subiscono talvolta attacchi collettivi. Una testimonianza documenta l'attacco ad un canguro rosso (Macropus rufus) da parte di un gruppo di quindici rapaci, che si alternavano in gruppi di due per molestare la vittima.

### Alimentazione
Le aquile codacuneata si nutrono principalmente di mammiferi terricoli e di carogne, ma mangiano anche rettili (piccole lucertole e raramente serpenti) e piccoli uccelli che si spostano a terra o nella volta. Ovunque siano comuni, i conigli costituiscono invariabilmente la parte principale del suo menu. Tra gli altri mammiferi, i giovani canguri, i bandicoot della famiglia dei peramelidi, le lepri, i ratti, i giovani cani, le volpi, i capretti e gli agnelli costituiscono tutta una varietà di prede che vengono catturate più o meno facilmente a seconda che siano malate o in buona salute. Nella dieta figurano anche le echidne (Tachyglossus aculeatus). Al di fuori della stagione di nidificazione, le carogne costituiscono una parte significativa della dieta. In questo periodo dell'anno, non è raro vedere da cinque a dodici esemplari, il più delle volte immaturi, convergere verso i cadaveri di capi di bestiame o di cervidi che si trovano ai bordi delle strade. Tra i rettili oggetto di preda, ricordiamo principalmente i varani australiani che vengono chiamati goanna o i clamidosauri. Nella categoria degli uccelli prevalgono soprattutto corvi e cacatua, ma occasionalmente vengono mangiate anche specie di dimensioni maggiori, quali ibis, aironi, anatre e otarde.

### Riproduzione
Nella maggior parte dell'areale, la stagione di nidificazione si svolge tra luglio e dicembre, tranne che in Nuova Guinea, dove ha luogo verso il mese di maggio, e nell'estremità settentrionale dell'Australia, dove la cova avviene in gennaio e febbraio. In Tasmania, la riproduzione ha luogo specialmente in settembre. In Australia Occidentale, quest'ultima è strettamente correlata con la disponibilità delle risorse alimentari. Durante i periodi di siccità, la nidificazione può essere interrotta per quattro anni consecutivi. Il nido è una struttura massiccia. Può misurare un metro di diametro e 75 centimetri di profondità quando è nuovo, ma può avere dimensioni maggiori nel caso sia stato occupato e rimodernato per diversi anni consecutivi. In questo caso, può misurare due metri e mezzo di larghezza e quasi quattro metri di profondità. Il fondo è rivestito con foglie verdi e ramoscelli. Generalmente, il nido è situato tra 12 e 50 metri al di sopra del suolo, sul ramo laterale di un grande albero solitario. Negli alberi di dimensioni eccezionali, si possono trovare nidi posti a più di 70 metri. Tuttavia, è possibile trovarli anche in foreste dove gli alberi hanno dimensioni più modeste. Eventualmente, il nido può essere situato su una piccola roccia o perfino sul terreno nel caso gli alberi siano rari. La covata comprende 1 o 2 uova che vengono covate per un periodo compreso tra 42 e 48 giorni. Gli aquilotti sono nidicoli e rimangono nel nido per un periodo che varia da 70 a 95 giorni. Dopo l'involo, rimangono dipendenti dai genitori per altri 6 mesi ancora.

## Distribuzione e habitat
L'aquila codacuneata frequenta quasi tutti i tipi di habitat, dalle foreste di montagna alle pianure prive di alberi, passando per i boschi radi e le savane alberate. Tuttavia, è rara e non nidifica mai nei deserti e nelle zone dove viene praticata un'agricoltura di tipo intensivo. Anche se a volte è stata vista volare al di sopra delle città, è assente dalla periferia dei grossi agglomerati. Caccia principalmente in terreni aperti, anche lungo il litorale, ma si riproduce nelle fitte foreste. Si incontra dal livello del mare fino a 2 000 metri di altitudine.
Nonostante abbia qui la sua roccaforte, l'aquila codacuneata non è endemica dell'Australia: vive anche in Nuova Guinea, più precisamente nella Provincia Occidentale della Papuasia e nella provincia di Merauke dell'Irian Jaya. Nel continente australiano, è presente quasi ovunque, ma nidifica più frequentemente nella parte sud-orientale, vale a dire in Australia Meridionale, nello Stato di Victoria, nel Nuovo Galles del Sud e nel Queensland meridionale. La specie è presente anche in Tasmania, a Flinders Island, nell'isola dei Canguri, nell'isola di Fraser, a Melville Island e a Groote Eylandt. Sebbene sia per lo più sedentaria, la specie assume talvolta un'indole erratica in risposta alla siccità; in questo caso, adulti e immaturi effettuano degli spostamenti verso zone caratterizzate da un habitat che potrebbe essere a loro più conveniente.

## Tassonomia
Nel suo vasto territorio, vengono riconosciute ufficialmente due sottospecie:
- A. a. audax (Latham, 1801), diffusa in Australia e Nuova Guinea meridionale;
- A. a. fleayi Condon e Amadon, 1954, diffusa in Tasmania.

## Conservazione
La densità delle aquile codacuneata viene generalmente stimata tra le 3 e le 6 coppie ogni 100 chilometri quadrati. Nel caso i conigli siano numerosi, i nidi non distano mai più di 700 metri tra di loro. Sebbene la densità di popolazione non sia sempre stata così elevata, nel suo areale di 7 milioni di chilometri quadrati la popolazione complessiva viene stimata in diverse centinaia di migliaia di esemplari. Il diradamento del manto forestale e l'introduzione dei conigli da parte dei coloni europei spiegano in gran parte l'aumento di questa specie, che era già molto comune prima del loro arrivo. Sebbene sia protetta, l'aquila codacuneata viene comunque abbattuta a fucilate o uccisa con carcasse avvelenate dagli allevatori, che le attribuiscono la cattiva reputazione di assassina di agnelli. La razza fleayi della Tasmania occupa un territorio molto piccolo. Inoltre, si mostra più selettiva per quanto riguarda i requisiti di habitat. La sua popolazione è diminuita drasticamente e negli anni '90 non ne rimanevano che 70 coppie.
- Aquila «aggredita» dalle gazze australiane nel Queensland sud-orientale
- Esemplare nel Queensland sud-orientale